# Врањска самса
Врањска самса или само самса је традиционална врста јела. 
Настала је у Врању и карактеристична је за тај град и околину. Самса се представља на многим сајмовима туризма и задњих година постоји иницијатива да се јело брендира као јединствено врањско јело. За самсу се каже често да је празна пита, а припрема се тако што се развучене коре без икаквог додатка увију се или поређају у малу или велику или порцеланску тепсију. По вољи, приликом ређања премазују се али се не ставља никакав додатак или зачин. Празна пита се пре печења реже на комаде, а после њега се прелије киселим млеком или кајмаком у који је додат туцани бели лук са мало соли.
Постоји јело звано самса или самоса, које је распрострањено у средњој Азији и Индији, али осим сличног назива нема ништа са врањском самсом.